# 福斯特 (巴登-符腾堡州)
福斯特（德語：Forst，德語發音：[fɔʁst] ⓘ）是德国巴登-符腾堡州的市镇，属于卡尔斯鲁厄行政区卡尔斯鲁厄县。该市镇总面积为11.47平方千米，截至2023年12月31日总人口为8,159人。